# Farsetia heliophila
Farsetia heliophila là một loài thực vật có hoa trong họ Cải. Loài này được Bunge ex Coss. mô tả khoa học đầu tiên năm 1887.